# Кошулени (Ботошани)
Кошулени (рум. Coșuleni) насеље је у Румунији у округу Ботошани у општини Балушени. Oпштина се налази на надморској висини од 100 m.

## Становништво
Према подацима из 2002. године у насељу је живело 244 становника, од којих су сви румунске националности.